# Danske privatbaner
De danske privatbaner, også kaldet lokalbaner, er et antal jernbaner der varetager lokaltrafik forskellige steder i Danmark. Privatbanerne er organiserede som private aktieselskaber, idet aktierne dog hovedsageligt ejes af de regionale trafikselskaber og forskellige kommuner. Pr. 2018 er der 13 danske privatbaner fordelt på 4 selskaber.
Denne side fortæller privatbanernes historie i overordnede træk efterfulgt af oversigter over de eksisterende hhv. ophørte privatbaner. For overskuelighedens skyld er der kun medtaget de basale oplysninger om oprettelser og nedlæggelser og de forskellige selskaber.

## Historie
Den første jernbane i det nuværende Danmark var København - Roskilde, der byggedes af det private Sjællandske Jernbane Selskab (SJS), og som indviedes af kong Christian 8. 26. juni 1847. I de følgende årtier spredte selskabet et net af primært hovedbaner udover Sjælland og bandt derved landsdelene sammen. På tilsvarende vis etablerede staten fra 1862 baner i Jylland og på Fyn, først gennem et engelskejet selskab og senere som det, der skulle blive til Danske Statsbaner, DSB. I 1880 overtog staten også SJS, hvorefter driften af hovedbanerne generelt var en statsopgave. Dertil kom så flere baner af regional karakter og deciderede sidebaner.
Privatbaner i mere traditional forstand begyndte at brede sig i 1870'erne. Flere af dem havde regional karakter som f.eks. Sydfyenske Jernbaner og Lolland-Falsterske Jernbaneselskab, senere Lollandsbanen, der bandt hhv. Lolland og Sydfyn sammen. Efterhånden ændrede planerne for nye baner dog karakter. Der var ganske vist stadig købstæder her og der, der skulle have forbindelse til det landsdækkende jernbanenet, f.eks. Skagen og Præstø, men ellers drejede det sig nu især om for mange købstæder at knytte egnene og dermed handelen til sig. Og hvor de tidlige baner primært havde sigtet fra købstad til købstad under hensyntagen til geografien, begyndte man i 1890'erne at se baner med noget mere kringlet linjeføring for at dække de forskellige landsbyer ind. Det gav længere rejsetid, men det var nødvendigt, hvis man skulle have de lokale rigmænd og de dengang mange små sognekommuner til at tegne tilstrækkeligt med aktier i de nye privatbaneselskaber.
Med tiden udviklede visse købstæder sig til veritable knudepunkter for privatbaner. Det gjaldt de store Aalborg og Odense, hvor sidstnævnte efterhånden kunne prale af baner i syv retninger. Men også Horsens var godt med med fire privatbaner foruden statsbanen. I København og Aarhus blev det derimod ikke til så meget. Statsbanerne dækkede allerede en væsentlig del af behovet, mens de privatbaner, der dog anlagdes efter århundredeskiftet, Amagerbanen, Slangerupbanen og Hammelbanen, svækkedes af, at de ikke blev ført ind til centrum.
Tre steder blev privatbaner ene om at betjene en ø. Lolland havde så tidligt som i 1869 fået en bane mellem Maribo og havnen i Bandholm og i 1872 den ovennævnte bane på tværs fra Nakskov til Guldborg Sund, senere Nykøbing Falster. I 1910'erne og 1920'erne kom der imidlertid en række nye baner til, hvortil så kom store net af smalsporede roebaner i tilslutning til sukkerfabrikkerne. Bornholm fik bane mellem Rønne og Neksø via Åkirkeby i 1900 og i 1913 og 1916 baner til Allinge-Sandvig og Gudhjem. Linjeføringerne var dog ikke helt ideelle, og øens resterende købstæder, Hasle og Svaneke, fik aldrig jernbane. På Langeland forbandt Langelandsbanen Rudkøbing med Spodsbjerg og Bagenkop fra 1911. Derimod fik man aldrig anlagt bane nordpå til Lohals. Også på Ærø og Mors var der planer om baner, men bortset fra havnebaner i Ærøskøbing og Nykøbing Mors blev det stort set ved snakken.
Syd for den daværende grænse ved Kongeåen blev der også bygget baner, og efter genforeningen i 1920 kom tre net med til Danmark i form af de sønderjyske amtsbaner, der var blevet anlagt omkring århundredeskiftet. Den største var uden diskussion Haderslev Amts Jernbaner (Kleinbahnen des Kreises Hadersleben (KH)), der spredte sig ud fra Haderslev i praktisk taget alle retninger. Af mindre omfang var Aabenraa Amts Jernbaner (Kleinbahnen des Kreises Apenrade (KA)) og Amtsbanerne på Als (Alserner Kreisbahnen (AKrB)). Fælles for dem var kringlede linjeføringer, der skulle betjene mest muligt af oplandet. Det bemærkes dog, at det sidste af de fire amter, der kom til Danmark med genforeningen, Tønder Amt, aldrig fik tilsvarende baner.
Selv om mange byer og egne efterhånden fik baner, var der stadig mange lokale ønsker, hvilket førte til de tre store jernbanelove i 1894, 1908 og 1918, der hver især åbnede for stribevis af nye baneanlæg. Størst betydning fik 1894-loven, hvor næsten alle baner blev til noget. Mere broget var billedet for 1908-loven. Nu var det ikke mindst egnsudvikling, der spillede ind, ikke mindst i Midt- og Vestjylland hvor der stadig var betydelige jernbanetomme rum. Et forhold der ændredes ikke mindst i Grindsted, der i løbet af få år pludselig fik baner i seks retninger. Til gengæld blev det ikke til noget med en række elektriske jernbaner og kun Skive-Vestsalling Jernbane anlagdes som normal jernbane. 1918-loven sigtede nærmest på at dække landet mest muligt ind med baner uden nærmere hensyn til befolkningstætheden. Men tiden var ved at løbe fra nyanlæg, og mange af lovens baner blev aldrig byggede.

### Trange tider
Med indvielsen af Mariager-Fårup-Viborg Jernbane i 1927 og forlængelserne af Horsens-banerne i 1929 blev der reelt sat stop for anlæg af nye privatbaner. Efter 1. verdenskrig begyndte rutebiler og lastbiler at brede sig udover landet og bragte mange privatbaner i alvorlig fare. Aabenraa Amts Jernbaner gav op allerede i 1926, og de øvrige sønderjyske amtsbaner forsvandt sammen med Kolding-Egtved Jernbane i løbet af 1930'erne. Med deres kringlede linjeføringer var det umuligt for at opnå konkurrencedygtige rejsetider. Også på andre baner så økonomien skidt ud, og trods modernisering med ikke mindst Triangel-motorvognene i 1920'erne og 1930'erne og supplering med egne rutebillinjer var nedlæggelse en reel trussel for mange.
2. verdenskrig gav imidlertid en galgenfrist for privatbanerne. Enkelte som Maribo-Torrig Jernbane kunne ganske vist ikke reddes, men mange andre nød godt af vejtrafikken i stort omfang blev sat ud af spillet. Nogle baner fik også gavn af omfattende transporter af tørv og brunkul, f.eks. Høng-Tølløse Jernbane og Troldhede-Kolding-Vejen Jernbane, mens der i det nord- og vestjyske kom transporter for den tyske værnemagt. Alt dette kunne dog ikke skjule, at også privatbanerne led under besættelsens mangler med stadig flere restriktioner.
Med befrielsen i 1945 kunne man begynde at se fremad. Mange steder blev der moderniseret med højere hastighed og rationaliseret med anskaffelse af skinnebusser og motorlokomotiver til afløsning for den dyre dampdrift. Men samfundsudviklingen var ikke med banerne. I 1950'erne og 1960'erne spredte privatbilerne sig med en hidtil uset hast, mens stadig flere flyttede fra landet til byerne. Underskud var nu dagens orden overalt, og privatbanerne levede nu på kommunernes nåde. I takt med at de kommunale garantier udløb, forsvandt bane efter bane, kulminerende med noget nær en massakre i 1966-69 hvor selv de store net omkring Odense og Aalborg faldt. Sidste nedlæggelse af en hel bane fandt sted i 1972 med Varde-Grindsted Jernbane, den sidste med persontog til Grindsted, det engang så store jernbaneknudepunkt på heden.

### De 13 tilbage
Nogle baner havde dog heldet med sig. Hyppig drift og fra 1965 anskaffelse af Y-tog gjorde dem til attraktive tilbud for passagererne og vigtige bindeled i de nye storkommuner, der opstod efter kommunalreformen i 1970. Så da oliekrisen satte ind i 1973 og stort set stoppede nedlæggelsesbølgen, var der 13 levedygtige privatbaner tilbage spredt udover landet. Godstrafikken var dog fremdeles for nedadgående, men til gengæld steg persontrafikken ikke mindst med pendlere mellem hjem og arbejde hhv. skole. Med etableringen af amtstrafikselskaberne omkring 1980 (HT allerede i 1974), kom privatbanerne også ind under deres fælles takstsystemer sammen med de gamle fjender, de private rutebilejere.
Ved årtusindskiftet eksisterede de 13 baner stadig, men nye tider bankede atter engang på. En og anden lokal politiker snakkede stadig om nedlæggelser, men valget faldt i stedet på fusioner. I løbet af 2000'erne blev de engang selvstændige selskaber således efterhånden til fem selskaber svarende til de fem regioner, der etableredes ved Strukturreformen i 2007. Samtidig fik man endda tilvækst, idet statsbanen Lille Nord, der i sin tid var oprettet af Sjællandske Jernbane Selskab, nu kom ind under Hovedstadens Lokalbaner, et selskab der i 2015 fusionerede med Regionstog til Lokaltog. Til gengæld ophørte togtrafikken på Odderbanen i 2016, da den skulle ombygges for at indgå i den nye Aarhus Letbane. Et par andre steder er privatbanerne så at sige vokset udover deres hjemmebaner. Vestbanens tog, der nu køres af Arriva, fortsætter til Esbjerg, mens Nordjyske Jernbaner har overtaget DSB's lokaltrafik mellem Skørping og Frederikshavn. Nye tog er det også blevet til, og det typiske privatbanetog er i dag enten en Desiro eller en Lint 41. Godstrafikken er derimod nu forsvundet fra de fleste baner.

## Forskellige forhold
Alle nuværende privatbaner anvender normalspor med 1435mm sporvidde, og det gjorde fleste nedlagte privatbaner ligeså. Skagensbanen og Horsens Vestbaner anlagdes med meterspor men omstilledes hhv. 6. juni 1924 og 15. april 1929 til normalspor. De Bornholmske Jernbaner, Amtsbanerne på Als, Haderslev Amts Jernbaner og Aabenraa Amts Jernbaner anlagdes også med meterspor, og de beholdt det alle til de nedlagdes. Faxe Jernbane anlagdes med 791 mm sporvidde men fik fra 1880 og frem til sit ophør i 1982 trestrenget spor Stubberup - Fakse Ladeplads af hensyn til samdrift med Østbanen.
I flere tilfælde skete forlængelser eller udbygning af banenet i form af nye selskaber, selvom de i praksis blev drevet sammen med de eksisterende selskaber fra starten, og i alle tilfælde også senere blev fusioneret til et selskab. Det er tilfældet for De Bornholmske Jernbaner, Gribskovbanen, Frederiksværkbanen, Lemvigbanen og Ringkøbing-Ørnhøj-Holstebro Jernbane.
En del steder indgik banerne i en given egn eller omkring en større by i forskellige grader af samarbejde. Nogle steder fik man fælles driftsbestyrer som f.eks. de to sydsjællandske baner Kalvehavebanen og Næstved-Præstø-Mern Banen. Andre gik skridtet videre og fik egentlige driftsfællesskaber som f.eks. Gribskovbanen og Frederiksværkbanen i Nordsjælland. Driftsselskaber sås også tilsvarende som f.eks. Horsens Privatbaner dannet af de fire baner der udgik derfra. Endnu en mulighed var forpagtning som f.eks. Sydfyenske Jernbaner, der foruden sin egen bane, Svendborgbanen, også forpagtede tre andre privatbaner og en statsbane på Sydfyn. Egentlige fusioner var bortset fra de ovennævnte tilfælde derimod længe sjældne med Hjørring Privatbaner i 1939 som en enlig undtagelse. Først i 2001'erne rullede en bølge af fusioner af gamle selskaber udover privatbanerne, så de efterhånden blev samlet i fem selskaber svarende til de fem regioner, der etableredes ved Strukturreformen i 2007. Efter en fusion i 2015 er tallet dog faldet til fire selskaber.
Ved forskellige lejligheder har staten ved DSB overtaget ejerskab eller drift af forskellige privatbaner. Mest omfattende var Sjællandske Jernbane Selskab i 1880, hvorved alle hovedbaner kom under staten. Tilsvarende nationale prioriteringer lå bag overtagelsen af Orehoved - Gedser i 1893 (forbindelse til kontinentet) og Vejle-Give Jernbane i 1914 (forlængelse på skrå gennem Jylland til Struer). Overtagelsen af Østjyske Jernbane i 1881 skyldtes derimod de kun få år gamle baners dårlige økonomi. I 1948 blev København-Slangerup Banen overtaget med henblik på elektrificering, men her kom man dog til at vente helt frem til 1977, før banen blev en del af den københavnske S-bane. I 1949 overtog DSB Svendborgbanen fra Sydfyenske Jernbaner tillige med dennes drift af tre andre privatbaner, der dog alle senere blev nedlagt. Endelig overtog man i 1975 Amagerbanen. Banen havde siden 1947 været en ren godsbane, mens selskabet primært beskæftigede sig med busdrift på Amager. Da busserne imidlertid i 1974 blev en del af det nyoprettede Hovedstadsområdets Trafikselskab (HT), var der ikke længere grundlag for et selvstændigt selskab.

## Eksisterende privatbaner
| Ejer                | Strækning                                      | Artikel            | Gammelt selskab                           | Gl. fork. | Åbnet (som) | Bemærkninger |
| ------------------- | ---------------------------------------------- | ------------------ | ----------------------------------------- | --------- | --- | --- |
| Lokaltog            | Helsingør - Gilleleje                          | Hornbækbanen       | Helsingør-Hornbæk-Gilleleje Banen         | HHGB      | 22. maj 1906 (Helsingør - Hornbæk) 11. juli 1916 (Hornbæk - Gilleleje)                                                                             | Indtil 11. juli 1916 Helsingør-Hornbæk Banen (HHB). Forpagtet af Helsingør Kommune 1. april 1924. Indgået i Hovedstadens Lokalbaner 1. juli 2001 og i Lokaltog 1. juli 2015. |
| Lokaltog            | Hillerød - Kagerup - Gilleleje /- Tisvildeleje | Gribskovbanen      | Gribskovbanens Driftsselskab              | GDS       | 20. januar 1880 (Hillerød - Græsted) 14. maj 1896 (Græsted - Gilleleje) 16. juni 1897 (Kagerup - Helsinge) 18. juli 1924 (Helsinge - Tisvildeleje) | Kagerup - Helsinge oprettet som Kagerup-Helsinge Banen (KHB). Indfusioneret i GDS 1. januar 1945. Driftsfællesskab med HFHJ fra 1. april 1961. Indgået i Hovedstadens Lokalbaner 1. juli 2001 og i Lokaltog 1. juli 2015. |
| Lokaltog            | Hillerød - Hundested                           | Frederiksværkbanen | Hillerød-Frederiksværk-Hundested Jernbane | HFHJ      | 31. maj 1897 (Hillerød - Frederiksværk) 22. december 1916 (Frederiksværk - Hundested)                                                              | Hillerød - Frederiksværk oprettet som Hillerød-Frederiksværk Jernbane (HFJ). Frederiksværk - Hundested oprettet som Frederiksværk-Hundested Jernbane (FHJ). Fusioneret til HFHJ 1. januar 1943. Omlagt mellem Hillerød og Skævinge 14. maj 1950. Driftsfælleskab med GDS fra 1. april 1961. Indgået i Hovedstadens Lokalbaner 1. juli 2001 og i Lokaltog 1. juli 2015. |
| Lokaltog            | Hillerød - Snekkersten (- Helsingør)           | Lille Nord         | DSB                                       |           | 9. juni 1864 (Lyngby - Hillerød - Helsingør) | Oprettet af SJS. Overgået til staten i henhold til lov af 2. juli 1880. Indgået i Hovedstadens Lokalbaner 1. juli 2001 men med DSB S-tog som operatør til 2006. Indgået i Lokaltog 1. juli 2015 |
| Lokaltog            | Jægersborg - Nærum                             | Nærumbanen         | Lyngby-Nærum Jernbane                     | LNJ       | 25. august 1900 (Lyngby - Nærum - Vedbæk) | Persontrafik Nærum - Vedbæk indstillet 1. marts 1921, nedlagt 1. januar 1923. Forpagtet af Lyngby-Tårbæk og Søllerød Kommuner fra 1. april 1926. Omlagt fra Lyngby til Jægersborg 15. maj 1936. Omlagt til ny endestation i Nærum 3. oktober 1954. Indgået i Hovedstadens Lokalbaner 1. juli 2001 og i Lokaltog 1. juli 2015.                                          |
| Lokaltog            | Køge - Hårlev - Fakse Ladeplads /-Rødvig       | Østbanen           | Østsjællandske Jernbaneselskab            | ØSJS      | 1. juli 1879 | Stubberup - Fakse Ladeplads åbnedes af FJ i foråret 1864 for godstrafik, fra 1. oktober 1880 for persontrafik. Stubberup - Fakse vergået til ØSJS 1. januar 1977. Indgået i Hovedstadens Lokalbaner 1. juli 2001, overført til Regionstog 1. januar 2009. Indgået i Lokaltog 1. juli 2015                                                                              |
| Lokaltog            | Holbæk - Nykøbing Sjælland                     | Odsherredsbanen    | Odsherreds Jernbane                       | OHJ       | 18. maj 1899 | Driftsfællesskab med HTJ. Indgået i Regionstog 1. januar 2009 og i Lokaltog 1. juli 2015. |
| Lokaltog            | Tølløse - Slagelse                             | Tølløsebanen       | Høng-Tølløse Jernbane                     | HTJ       | 30. april 1898 (Slagelse - Høng - Værslev) 22. december 1901 (Tølløse - Høng)                                                                      | Driftsfællesskab med OHJ. Slagelse - Høng oprettet af DSB. HTJ ene om persontrafik fra 23. maj 1971 og ejer fra 9. april 1997. Indgået i Regionstog 1. januar 2009 og i Lokaltog 1. juli 2015. |
| Lokaltog            | Nykøbing Falster - Nakskov                     | Lollandsbanen      | Lollandsbanen                             | LJ        | 1. juli 1874 (Guldborg Sund - Nakskov) 1. oktober 1875 (Nykøbing Falster - Guldborg Sund)                                                          | Indtil 1. juli 1954 Lolland-Falsterske Jernbaneselskab (LFJS). Indgået i Regionstog 1. januar 2009 og i Lokaltog 1. juli 2015. |
| Vestbanen A/S       | Varde - Nørre Nebel                            | Vestbanen          | Vestbanen                                 | VNJ       | 15. marts 1903 | Før 1977 Varde-Nørre Nebel Jernbane (VNJ). Fællesdrift med NTJ som Varde-Nørre Nebel-Tarm Jernbane 4. november 1913-31. august 1940. Fællesdrift med VaGJ som Privatbanerne i Varde 1. april 1952-1. marts 1972. Drives af Arriva. |
| Midtjyske Jernbaner | Vemb - Thyborøn                                | Lemvigbanen        | Vemb-Lemvig-Thyborøn Jernbane             | VLTJ      | 20. juli 1879 (Vemb - Lemvig) 22. juli 1899 (Lemvig - Harboør) 1. november 1899 (Harboør - Thyborøn)                                               | Vemb - Lemvig oprettet som Vemb-Lemvig Jernbane (VLJ). Lemvig - Thyborøn oprettet som Lemvig-Thyborøn Jernbane (LTJ). Fusioneret med VLJ til VLTJ 27. september 1921. Harboør - Thyborøn omlagt 23. august 1955. Indgået i Midtjyske Jernbaner 1. januar 2008. |
| Nordjyske Jernbaner | Frederikshavn - Skagen                         | Skagensbanen       | Skagensbanen                              | SB        | 25. juli 1890 | Indtil 1. april 1924 Frederikshavn-Skagen Jernbane (FSJ). Indgået i Nordjyske Jernbaner 1. juli 2001. |
| Nordjyske Jernbaner | Hjørring - Hirtshals                           | Hirtshalsbanen     | Hjørring Privatbaner                      | HP        | 19. december 1924 | Oprettet som Hjørring-Aalbæk Jernbane (HA), fra 1. april 1933 Hirtshals Banen (HB). Driftsfællesskab med HLA, HH og VØ og fusioneret med disse til HP 1. april 1939. Indgået i Nordjyske Jernbaner 1. juli 2001. |

## Ophørte danske privatbaner
| Selskab                                 | Fork. | Strækning                                    | Åbnet (som)                                                                                  | Nedlagt | Bemærkninger |
| --------------------------------------- | ----- | -------------------------------------------- | -------------------------------------------------------------------------------------------- | --- | --- |
| Amagerbanen                             | AB    | Amagerbro - Dragør                           | 17. juli 1907                                                                                | 1. september 1947 (persontrafik) 30. april 1957 (Tømmerup - Dragør) 15. juni 1957 (Kastrup - Tømmerup) Sommer 1991 (godstrafik) | Persontrafikken indstillet 1. april 1938 men genoptaget 5. maj 1940. Strækningen overtaget af DSB 1. oktober 1975 |
| Amtsbanerne på Als                      | ABA   | Sønderborg - Skovby                          | 6. februar 1898                                                                              | 28. februar 1933 | |
| Amtsbanerne på Als                      | ABA   | Vollerup - Nordborg                          | 6. februar 1898 (Vollerup - Guderup) 2. juli 1898 (Guderup - Nordborg)                       | 28. februar 1933 | |
| Amtsbanerne på Als                      | ABA   | Lille Mommark - Mommark Færge                | 6. februar 1898                                                                              | 28. februar 1933 | |
| De Bornholmske Jernbaner                | DBJ   | Rønne - Neksø                                | 13. december 1900                                                                            | 28. september 1968 | Oprettet som Rønne-Neksø Jernbane (RNJ). Driftsfællesskab med AGJ og RAJ og fusioneret med disse til DBJ 17. december 1934. |
| De Bornholmske Jernbaner                | DBJ   | Åkirkeby - Gudhjem                           | 16. maj 1901 (Åkirkeby - Almindingen) 27. juni 1916 (Almindingen - Gudhjem)                  | 17. august 1952 | Oprettet som Rønne-Neksø Jernbane (RNJ) hhv. Alminding-Gudhjem Jernbane (AGJ). Driftsfællesskab med hinanden og RAF og fusioneret med disse til DBJ 17. december 1934. |
| De Bornholmske Jernbaner                | DBJ   | Rønne - Sandvig                              | 6. maj 1913                                                                                  | 14. september 1953 | Oprettet som Rønne-Allinge Jernbane (RAJ). Driftsfællesskab med RNJ og AGJ og fusioneret med disse til DBJ 17. december 1934. |
| Ebeltoft-Trustrup Jernbane              | ETJ   | Ebeltoft - Trustrup                          | 27. marts 1901                                                                               | 31. marts 1968 | |
| Falsterbanen                            | FB    | Orehoved - Nykøbing Falster                  | 22. august 1872                                                                              | - | Drevet af SJS før 1. juli 1874, derefter overgået til LFJS. Drevet i forpagtning af DSB 1. januar 1893 - 30. juni 1954 og overgået til denne 1. juli 1954. |
| Faxe Jernbane                           | FJ    | Fakse Kalkbrud - Stubberup - Fakse Ladeplads | Forår 1864 (godstrafik) 1. august 1880 (persontrafik)                                        | 1982 (godstrafik) | Persontrafik afløses af gennemgående tog på ØSJS 15. maj 1927. Stubberup - Fakse Ladeplads overgået til ØSJS 1. januar 1977. |
| Fjerritslev-Frederikshavn Jernbane      | FFJ   | Fjerritslev - Nørresundby                    | 19. marts 1897                                                                               | 31. marts 1969 | Drevet sammen med AHJ og AHB som Nordjyllands Forenede Privatbaner (NFP) fra 1. april 1903, fra 1. april 1915 Aalborg Privatbaner (APB). |
| Fjerritslev-Frederikshavn Jernbane      | FFJ   | Nørresundby - Sæby - Frederikshavn           | 19. juli 1899                                                                                | 27. maj 1962 (Sæby - Frederikshavn) 31. marts 1968 (Nørresundby - Sæby)                                                         | Drevet sammen med AHJ og AHB som Nordjyllands Forenede Privatbaner (NFP) fra 1. april 1903, fra 1. april 1915 Aalborg Privatbaner (APB). |
| Fjerritslev-Frederikshavn Jernbane      | FFJ   | Ørsø - Aså                                   | 11. november 1914                                                                            | 31. marts 1968 | Drevet sammen med AHJ og AHB som Nordjyllands Forenede Privatbaner (NFP), fra 1. april 1915 Aalborg Privatbaner (APB). |
| Gjedser Jernbane                        | GJ    | Nykøbing Falster - Gedser                    | 1. juli 1886                                                                                 | | Forpagtet af LFJS til 31. december 1892. Forpagtet af DSB 1. januar 1893 - 30. juni 1966 og overgået til denne 1. juli 1966. |
| Haderslev Amts Jernbaner                | HAJ   | Haderslev - Christiansfeld                   | 4. marts 1899                                                                                | 25. juni 1932 | |
| Haderslev Amts Jernbaner                | HAJ   | Gram - Rødding                               | 5. marts 1899 (Vojens - Gram - Rødding)                                                      | 30. november 1938 | |
| Haderslev Amts Jernbaner                | HAJ   | Haderslev - Ustrup - Vojens - Gram           | 5. marts 1899 (Vojens - Gram - Rødding) 4. august 1899 (Haderslev - Vojens)                  | 1. december 1938 (Ustrup - Gram) 24. juni 1939 (Haderslev - Ustrup)                                                             | |
| Haderslev Amts Jernbaner                | HAJ   | Haderslev - Årøsund                          | 28. maj 1903                                                                                 | 22. maj 1937 (persontrafik) 15. februar 1938 (godstrafik)                                                                       | |
| Haderslev Amts Jernbaner                | HAJ   | Ustrup - Over Jerstal - Toftlund - Arnum     | 2. april 1904 (Ustrup - Toftlund) 15. september 1910 (Toftlund - Arnum)                      | 21. maj 1937 24. juni 1939 (Ustrup - Toftlund)                                                                                  | |
| Haderslev Amts Jernbaner                | HAJ   | Haderslev - Sommersted - Skodborg            | 1. juli 1905                                                                                 | 31. januar 1933 | |
| Haderslev Amts Jernbaner                | HAJ   | Gram - Arnum - Skærbæk                       | 13. november 1910 (Gram - Arnum) 1. april 1911 (Arnum - Skærbæk)                             | 21. maj 1937 | |
| Hads-Ning Herreders Jernbane            | HHJ   | Århus H - Odder                              | 19. juni 1884 (Århus - Odder - Hov)                                                          | - | Odder - Hov nedlagt 22. maj 1977. Indgået i Midtjyske Jernbaner 1. januar 2008. Drevet sammen med Grenaabanen som Aarhus Nærbane af DSB fra 9. december 2012. Lukket 26. august 2016 for ombygning til del af Aarhus Letbane. |
| Hjørring Privatbaner                    | HP    | Hjørring - Løkken - Ryå (- Åbybro)           | 5. juli 1913                                                                                 | 28. september 1963 | Oprettet som Hjørring-Løkken-Aabybro Jernbane (HLA). Driftsfællesskab med HH, VØ og HB og fusioneret med disse til HP 1. april 1939 |
| Hjørring Privatbaner                    | HP    | Hjørring - Hørby                             | 8. november 1913                                                                             | 15. marts 1953 | Oprettet som Hjørring-Hørby Jernbane (HH). Driftsfællesskab med HLA, VØ og HB og fusioneret med disse til HP 1. april 1939 |
| Hjørring Privatbaner                    | HP    | Vodskov - Østervraa                          | 21. maj 1924                                                                                 | 31. marts 1950 | Oprettet som Vodskov-Østervraa Banen (VØ). Driftsfællesskab med HLA, HH og HB og fusioneret med disse til HP 1. april 1939 |
| Horsens-Bryrup-Silkeborg Jernbane       | HBS   | Horsens - Bryrup - Silkeborg                 | 23. april 1899 (Horsens - Bryrup) 10. maj 1929 (Bryrup - Silkeborg)                          | 31. marts 1968 | Indtil 10. oktober 1929 Horsens-Bryrup Jernbane (HBJ). Bryrup - Vrads bevaret som veteranbane fra 26. april 1969. |
| Horsens-Juelsminde Jernbane             | HJJ   | Horsens - Juelsminde                         | 26. maj 1884                                                                                 | 29. september 1957 | |
| Horsens-Odder Jernbane                  | HOJ   | Horsens - Odder                              | 14. maj 1904                                                                                 | 31. marts 1967 | |
| Horsens Vestbaner                       | HV    | Horsens - Rask Mølle - Tørring - Thyregod    | 1. december 1891 (Horsens - Tørring) 16. maj 1929 (Tørring - Thyregod)                       | 31. marts 1962 | Indtil 16. maj 1929 Horsens-Tørring Banen (HTB). |
| Horsens Vestbaner                       | HV    | Rask Mølle - Ejstrupholm                     | 16. maj 1929                                                                                 | 1. januar 1958 (persontrafik) 31. marts 1962 (godstrafik)                                                                       | |
| Hørve-Værslev Jernbane                  | HVJ   | Hørve - Værslev                              | 6. maj 1919                                                                                  | 31. december 1956 | |
| Kalvehavebanen                          | KB    | Masnedsund - Kalvehave                       | 1. oktober 1897                                                                              | 31. maj 1959 | Togenen gennemførtes til Vordingborg fra 26. september 1937. Banen omlagdes hertil 28. maj 1948. |
| Kolding-Egtved Jernbane                 | KEJ   | Kolding - Egtved                             | 4. maj 1898                                                                                  | 31. maj 1930 | |
| Kolding Sydbaner                        | KS    | Kolding - Hejlsminde                         | 29. november 1911                                                                            | 30. september 1948 | |
| Kolding Sydbaner                        | KS    | Kolding - Taps - Vamdrup                     | 29. november 1911                                                                            | 30. september 1948 | |
| København-Slangerup Banen               | KSB   | København L - Slangerup                      | 20. april 1906                                                                               | 22. maj 1954 (Farum - Slangerup)                                                                                                | Overgået til DSB 1. april 1948. Omlagt fra København L til Svanemøllen 24. april 1976. |
| Køge-Ringsted Banen                     | KRB   | Køge - Ringsted                              | 4. august 1917                                                                               | 31. marts 1963 | |
| Langelandsbanen                         | LB    | Rudkøbing - Bagenkop                         | 5. oktober 1911                                                                              | 29. september 1962 | |
| Langelandsbanen                         | LB    | Rudkøbing - Bagenkop                         | 5. oktober 1911                                                                              | 29. september 1962 | |
| Lollandsbanen                           | LJ    | Maribo - Rødby Havn                          | 1. juli 1874 (Maribo - Rødby) 25. juli 1912 (Rødby - Rødby Havn)                             | 20. maj 1963 (persontrafik) Sommer 1985 (godstrafik Holeby - Rødby Havn) 31. oktober 1989 (godstrafik Maribo - Holeby)          | Oprettet af Lolland-Falsterske Jernbaneselskab (LFJS). Efter opløsningen af denne 1. juli 1954 indgået i LJ. |
| Lollandsbanen                           | LJ    | Maribo - Bandholm                            | 3. november 1869                                                                             | 3. oktober 1952 (persontrafik)                                                                                                  | Oprettet som Maribo-Bandholm Jernbane (MBJ). Drevet af LFJS fra 1. juli 1874 og indgik sammen med denne i LJ 1. juli 1954. Trafikeres i dag som veteranbane af Museumsbanen Maribo-Bandholm under Dansk Jernbane-Klub. |
| Mariager-Fårup-Viborg Jernbane          | MFVJ  | Mariager - Fårup - Viborg                    | 1. juli 1927                                                                                 | 30. maj 1965 (persontrafik Fårup - Viborg) 31. marts 1966 (persontrafik Mariager - Fårup, godstrafik Fårup - Viborg)            | Fårup - Mariager overgik fra 1. april 1966 til Mariager Kommune som kommunalt sidespor. Banen trafikeres siden 3. maj 1970 som veteranbane af Mariager-Handest Veteranjernbane (MHVJ) under Dansk Jernbane-Klub. |
| Maribo-Torrig Jernbane                  | MTJ   | Maribo - Torrig                              | 12. april 1924                                                                               | 28. februar 1941 | Delvis driftsfællesskab med LJ. |
| Nakskov-Kragenæs Jernbane               | NKJ   | Nakskov - Kragenæs                           | 5. marts 1915                                                                                | 31. marts 1967 | Delvis driftsfællesskab med LJ. |
| Nakskov-Rødby Jernbane                  | NRJ   | Nakskov - Rødby                              | 30. marts 1926                                                                               | 31. december 1953 | Delvis driftsfællesskab med LJ. |
| Nordfyenske Jernbane                    | NFJ   | Odense - Bogense                             | 1. juli 1882                                                                                 | 31. marts 1966 | |
| Nordvestfyenske Jernbane                | OMB   | Odense - Brenderup - Middelfart              | 5. december 1911                                                                             | 31. marts 1966 | Driftsfællesskab med OKMJ fra 1. april 1949. |
| Nordvestfyenske Jernbane                | OMB   | Brederup - Bogense                           | 5. december 1911                                                                             | 31. marts 1966 | Driftsfællesskab med OKMJ fra 1. april 1949. |
| Nyborg-Ringe-Faaborg Banen              | -     | Nyborg - Ringe - Faaborg                     | 1. april 1882 (Ringe - Faaborg) 1. september 1897 (Nyborg - Ringe)                           | 26. maj 1962 (persontrafik Ringe - Faaborg og hele Nyborg - Ringe)                                                              | Ringe - Faaborg oprettet som Ringe-Faaborg Banen (RFB). Ringe - Nyborg oprettet som Ringe-Nyborg Banen (RNB), administrativt sammenlagt med RNB 1. januar 1901. Statsbane forpagtet af SFJ indtil DSB's overtagelse af denne 1. april 1949. Korinth - Faaborg trafikeres fra 25. juni 1989 med veterantog af Sydfyenske Veteran-Jernbane (SFvJ). |
| Næstved-Præstø-Mern Banen               | NPMB  | Næstved - Præstø - Mern                      | 20. marts 1900 (Næstved - Præstø) 16. november 1913                                          | 31. marts 1961 | Indtil 16. november 1913 Præstø-Næstved Banen (PNB). |
| Nørre Nebel-Tarm Jernbane               | NTJ   | Nørre Nebel - Tarm                           | 4. november 1913                                                                             | 31. august 1940 | Fælles drift med VNJ som Varde-Nørre Nebel Tarm Jernbane (NTJ). |
| Odense-Kerteminde-Martofte Jernbane     | OKMJ  | Odense - Kerteminde - Martofte               | 5. april 1900 (Odense - Kerteminde - Dalby) 26. februar 1914                                 | 31. marts 1966 | Indtil 26. februar 1914 Odense-Kjerteminde-Dalby Jernbane (OKDJ). Driftsfællesskab med OMB fra 1. april 1949. |
| Odense-Nørre Broby-Faaborg Jernbane     | ONFJ  | Odense - Nørre Broby - Faaborg               | 3. oktober 1906                                                                              | 22. maj 1954 | Forpagtet af SFJ indtil 31. marts 1949 og derefter af DSB. |
| Randers-Hadsund Jernbane                | RHJ   | Randers - Hadsund                            | 10. oktober 1883 (Randers - Hadsund) 20. december 1904 (Hadsundbroen)                        | 31. marts 1969 | |
| Ringkøbing-Ørnhøj-Holstebro Jernbane    | RØHJ  | Ringkøbing - Ørnhøj - Holstebro              | 15. november 1911 (Ringkøbing - Ørnhøj) 22. august 1925                                      | 31. marts 1961 | Ringkøbing - Ørnhøj oprettet som Ringkjøbing-Nørre Omme Jernbane (RNoJ), fra 1. april 1920 Ringkøbing-Ørnhøj Jernbane (RØJ). Ørnhøj-Holstebro oprettet som Ørnhøj-Holstebro Jernbane (ØHJ), fra 1. april 1953 fusioneret med RØJ til RØHJ. |
| Ryomgård-Gjerrild-Grenaa Jernbane       | RGGJ  | Ryomgård - Gjerrild - Grenaa                 | 5. december 1911 (Ryomgård - Gjerrild) 27. juni 1917                                         | 30. juni 1956 | Indtil 27. juni 1917 Ryomgaard-Gjerrild Banen (RGB). |
| Silkeborg-Herning Jernbane              | SHJ   | Silkeborg - Herning                          | 28. august 1877                                                                              | - | Forpagtet af statsbanerne fra åbningen og overgået til denne 1. november 1879. |
| Silkeborg-Kjellerup-Rødkærsbro Jernbane | SKRJ  | Silkeborg - Kjellerup - Rødkærsbro           | 23. juli 1912 (Rødkærsbro - Kjellerup) 2. august 1924 (Silkeborg - Kjellerup)                | 31. marts 1968 | Indtil 2. august 1924 Rødkjærsbro-Kjellerup Banen (RKB). |
| Sjællandske Jernbane Selskab            | SJS   | København - Roskilde - Korsør                | 26. juni 1847 (København - Roskilde) 27. april 1856                                          | - | SJS overgik til staten i henhold til lov af 2. juli 1880. |
| Sjællandske Jernbane Selskab            | SJS   | København - Hellerup - Klampenborg           | 22. juli 1863                                                                                | - | SJS overgik til staten i henhold til lov af 2. juli 1880. |
| Sjællandske Jernbane Selskab            | SJS   | Hellerup - Lyngby - Hillerød - Helsingør     | 1. oktober 1863 9. juni 1864                                                                 | - | SJS overgik til staten i henhold til lov af 2. juli 1880. |
| Sjællandske Jernbane Selskab            | SJS   | Roskilde - Køge - Næstved - Masnedsund       | 4. oktober 1870                                                                              | - | SJS overgik til staten i henhold til lov af 2. juli 1880. |
| Sjællandske Jernbane Selskab            | SJS   | Roskilde - Kalundborg                        | 30. december 1874                                                                            | - | SJS overgik til staten i henhold til lov af 2. juli 1880. |
| Sjællandske Jernbane Selskab            | SJS   | Frederiksberg - Frederikssund                | 17. juni 1879                                                                                | - | SJS overgik til staten i henhold til lov af 2. juli 1880. |
| Skive-Vestsalling Jernbane              | SVJ   | Skive - Spøttrup                             | 11. december 1924                                                                            | 31. marts 1966 | |
| Sorø-Vedde-banen                        | -     | Sorø - Vedde                                 | 1. februar 1903                                                                              | 1. juli 1933 (persontrafik) 8. oktober 1950 (godstrafik)                                                                        | Forpagtet af DSB. |
| Stubbekøbing-Nykøbing-Nysted Banen      | SNNB  | Stubbekøbing - Nykøbing Falster - Nysted     | 15. december 1910 (Nykøbing Falster - Nysted) 26. maj 1911 (Stubbekøbing - Nykøbing Falster) | 28. maj 1961 (persontrafik Nykøbing Falster - Nysted) 31. marts 1966 (hele banen)                                               | |
| Svendborg-Faaborg Banen                 | SFB   | Svendborg - Faaborg                          | 25. november 1916                                                                            | 22. maj 1954 | Forpagtet af SFJ indtil 31. marts 1949 og derefter af DSB. |
| Svendborg-Nyborg Banen                  | SNB   | Svendborg - Nyborg                           | 1. juni 1897                                                                                 | 29. maj 1964 | Forpagtet af SFJ 1. august 1902 - 31. marts 1949 og derefter af DSB. |
| Sydfyenske Jernbaner                    | SFJ   | Odense - Svendborg                           | 12. juli 1876                                                                                | - | Overgået til DSB 1. april 1949. |
| Thisted-Fjerritslev Jernbane            | TFJ   | Thisted - Fjerritslev                        | 19. november 1904                                                                            | 31. marts 1969 | |
| Troldhede-Kolding-Vejen Jernbane        | TKVJ  | Troldhede - Grindsted - Gesten - Kolding     | 25. august 1917                                                                              | 31. marts 1968 | |
| Troldhede-Kolding-Vejen Jernbane        | TKVJ  | Gesten - Vejen                               | 25. august 1917                                                                              | 31. marts 1951 | |
| Varde-Grindsted Jernbane                | VaGJ  | Varde - Grindsted                            | 13. april 1919                                                                               | 31. marts 1972 | Fællesdrift med VNJ fra 1. april 1952. |
| Vejle-Give Jernbane                     | VGJ   | Vejle - Give                                 | 2. august 1894                                                                               | - | Overgået til DSB 1. oktober 1914. |
| Vejle-Vandel-Grindsted Jernbane         | VVGJ  | Vejle - Vandel - Grindsted                   | 10. september 1897 (Vejle - Vandel) 21. maj 1914 (Vandel - Grindsted)                        | 31. marts 1957 | Indtil 21. maj 1914 Vejle-Vandel Jernbane (VVJ). |
| Østjyske Jernbane                       | ØJJ   | Randers - Ryomgård - Grenaa                  | 26. august 1876                                                                              | - | Overgået til DSB 1. oktober 1881. |
| Østjyske Jernbane                       | ØJJ   | Aarhus - Ryomgård                            | 1. december 1877                                                                             | - | Overgået til DSB 1. oktober 1881. |
| Aabenraa Amts Jernbaner                 | AAJ   | Aabenraa - Gråsten                           | 14. februar 1899                                                                             | 31. marts 1926 | |
| Aabenraa Amts Jernbaner                 | AAJ   | Aabenraa - Hovslund - Løgumkloster           | 8. maj 1901                                                                                  | 31. marts 1926 | |
| Aarhus-Hammel-Thorsø Jernbane           | AHTJ  | Aarhus - Hammel - Thorsø                     | 25. april 1902 (Aarhus - Hammel) 12. juli 1914 (Hammel - Thorsø)                             | 31. marts 1956 | Indtil 12. juli 1914 Hammel-Aarhus Jernbane (HAJ) |
| Aalborg-Hadsund Jernbane                | AHJ   | Aalborg - Hadsund                            | 2. december 1900 (Aalborg - Hadsund) 20. december 1904 (Hadsundbroen)                        | 31. marts 1969 | Drevet sammen med AHB og FFJ som Nordjyllands Forenede Privatbaner (NFP) fra 1. april 1903, fra 1. april 1915 Aalborg Privatbaner (APB). |
| Aalborg-Hvalpsund Banen                 | AHB   | Aalborg - Svenstrup - Års - Hvalpsund        | 16. juli 1899 (Svenstrup - Års) 3. juli 1910 (Års - Hvalpsund)                               | 31. marts 1969 | Indtil 3. juli 1910 Aars-Nibe-Svendstrup Jernbane (ANSJ). Drevet sammen med AHJ og FFJ som Nordjyllands Forenede Privatbaner (NFP) fra 1. april 1903, fra 1. april 1915 Aalborg Privatbaner (APB). |